# Giro de Cruijff
O Giro de Cruijff, conhecido como Crujiff Turn nos Países Baixos, é um movimento de drible de futebol nomeado após ter sido realizado pela primeira vez por Johan Cruijff. Para fazer este movimento, Cruijff ameaçou passar ou cruzar a bola. Ao invés de chutar a bola, ele arrastou a bola atrás do seu pé de apoio com o interior do seu outro pé, fazendo assim um giro de 180 graus e realizando a finta no defensor.
Esse drible foi utilizado pela primeira vez na Copa do Mundo FIFA de 1974, no jogo da Seleção Holandesa contra a Suécia, onde Cruijff ludibriou o defensor sueco Jan Olsson. Pouco tempo depois, ele já havia sido copiado por diversos jogadores profissionais ao redor do mundo, tornando-se um dos principais meios para desvencilhar-se da marcação adversária.